# Sturzkampfgeschwader 1
1-я эскадра непосредственной поддержки войск  (сокращённо SG1 (нем. Schlachtgeschwader 1))— эскадра штурмовой авиации люфтваффе. Соединение входит в число лидеров по количеству награждённых Рыцарским крестом среди авиационных соединений нацистской Германии.

## История
1 мая 1939 года, из нескольких отдельных эскадрилий пикирующих бомбардировщиков была организована штаб и первая группы 1-й эскадры пикирующих бомбардировщиков, сокращённо StG1 (нем. Sturzkampfgeschwader 1), оставшие группы были укомплектованы 9 июля 1940 года. На вооружении эскадры находились пикирующие бомбардировщики Junkers Ju 87 «Штука», составляющие основу штурмовой авиации нацистской Германии.
Самолёты эскадры оказывали непосредственную поддержку сухопутным войскам в ходе вторжения в Польшу и совершили первый авианалёт Второй мировой войны, нанеся авиаудар по городу Тчев. В апреле — мае 1940 года пилоты StG1 участвовали в операции «Везерюбунг» и потопили у побережья Норвегии корабли союзников общим водоизмещением свыше 60 тысяч тонн. В ходе вторжения во Францию эскадра оказывала непосредственную поддержку сухопутным войскам и внесла большой вклад в их, успешный для вермахта, исход. Во время воздушного наступления на Англию пикирующие бомбардировщики StG1 понесли большие потери из-за противодействия истребителей Королевских ВВС. Переброшенные на Средиземноморский театр военных действий пилоты эскадры отличились в ходе Битвы за Крит, операций против кораблей британского Средиземноморского флота и поддержке действий Немецкого Африканского корпуса.
Накануне нападения на СССР, основные силы эскадры были переброшены на Восточный фронт. В 1941 году StG1 участвовали в операциях на центральном участке советско—германского фронта, затем подразделения эскадры перебрасывались на различные участки советско-германского фронта (причём нередко авиагруппы эскадры одновременно воевали за тысячу километров друг от друга), принимая участие в стратегических операциях вермахта — битве за Москву, второй битве за Харьков, наступлении на Кавказ и Сталинградской битве. В ходе этих боевых действий выяснилось, что пикирующие бомбардировщики Ju 87 морально устарели и уже не отвечают требованиям, предъявляемым к штурмовой авиации. С конца 1942 года, эскадра действует на северном участке советско-германского фронта.
Уже в 1943 году из состава эскадры было выделено несколько подразделений, которые в боевых условиях испытывали новые образцы самолётов: Henschel Hs 129, штурмовую модификацию истребителя Focke-Wulf Fw 190 F и противотанковую модификацию Ju 87 G. В первой половине 1943 года StG1 также участвовали в операциях под Ленинградом и Новгородом. Осенью 1943 года, по распоряжению инспектора штурмовой авиации люфтваффе Э. Купфера, все эскадры пикирующих бомбардировщиков подлежали преобразованию в эскадры непосредственной поддержки войск и переоснащению самолётами Fw 190 °F и Ju 87 G. 8 октября 1943 года 1-я эскадра пикирующих бомбардировщиков, была переименована в 1-ю эскадру непосредственной поддержки войск, сокращённо SG1 (нем. Schlachtgeschwader 1). Начиная с осени 1943 года и до конца войны SG1 действовал на северном участке фронта, сражаясь над Нарвой, Прибалтикой, Восточной Пруссией, Курляндией, Польшей и Германией.